# Skype pro firmy
V roce 2015 byl software přejmenován z Lync na Skype pro firmy spolu se spotřebitelskou platformou pro zasílání zpráv Skype vlastněnou společností Microsoft (která začala integrovat Lync v roce 2013).
V září 2017 společnost Microsoft oznámila, že postupně ukončí službu Skype for Business Online ve prospěch nové cloudové platformy pro spolupráci Microsoft Teams. Podpora Skype pro firmy Online skončila v červenci 2021, ačkoli nová verze Skype for Business Server bude k dispozici s licencí na předplatné.[ujasnit]

## Historie
Společnost Microsoft uvolnila Office Communicator 2007 do výroby 28. července 2007 a uvedla jej na trh 27. října 2007. Následoval Office Communicator 2007 R2, vydaný 19. března 2009. Společnost Microsoft vydala nástupce produktu Office Communicator, Lync 2010, 25. ledna 2011. V listopadu 2010 byla platforma přejmenována na Lync.
V květnu 2013 společnost Microsoft oznámila, že uživatelům Lyncu umožní komunikovat se Skypem, spotřebitelskou IM platformou, kterou koupila v roce 2011. To zpočátku zahrnovalo podporu textové a hlasové komunikace. Dne 11. listopadu 2014 společnost Microsoft oznámila, že Lync bude v roce 2015 přejmenován na Skype pro firmy, a přidala také podporu videohovorů s uživateli Skypu.
22. září 2015 byl Skype pro firmy 2016 vydán společně se sadou Office 2016. Dne 27. října 2016 byl vydán klient Skype for Business pro počítače Mac.
25. září 2017 společnost Microsoft oznámila, že Skype for Business Online bude v budoucnu ukončen ve prospěch Microsoft Teams, cloudové platformy pro spolupráci firemních skupin (srovnatelné se Slackem), která integruje trvalé zasílání zpráv, videokonference, ukládání souborů a integraci aplikací. Společnost Microsoft vydala koncem roku 2018 poslední lokální verzi Skype for Business Server jako součást sady Office 2019 a v červenci 2019 oznámila, že hostovaný Skype for Business Online přestane fungovat 31. července 2021. Od září 2019 již Skype for Business Online není nabízen novým předplatitelům služby Microsoft 365 a ti jsou místo toho přesměrováni na Microsoft Teams. Příští verze Skype for Business Server bude k dispozici s licencí na předplatné.

## Verze
- Exchange 2000 konference
- Windows Messenger 5.0 ( Live Communications Server 2003 ) [1]
- Windows Messenger 5.1 a Microsoft Office Communicator 2005 ( Live Communications Server 2005 )
- Office Communicator 2007
- Office Communicator 2007 R2
- Lync 2010
- Lync 2013
- Skype pro firmy 2015
- Skype pro firmy 2016
- Skype pro firmy 2019
- Skype pro firmy pro Microsoft 365

## Funkce
Mezi základní funkce Skype pro firmy patří:
- Rychlé zprávy (IM)
- Zvukové hovory
- Videohovory
- Sdílení plochy

Pokročilé funkce se týkají integrace s dalším softwarem společnosti Microsoft:
- Dostupnost kontaktů založených na kontaktech aplikace Microsoft Outlook uložených na serveru Microsoft Exchange Server
- Uživatelé mohou načíst seznamy kontaktů z místní adresářové služby, jako je Microsoft Exchange Server
- Microsoft Office může ukázat, zda ostatní lidé pracují na stejném dokumentu [2]
- Veškerá komunikace mezi klienty probíhá přes Skype for Business Server . Díky tomu je komunikace bezpečnější, protože zprávy nemusí opouštět podnikový intranet, na rozdíl od internetového Windows Live Messengeru . Server lze nastavit tak, aby předával zprávy do jiných sítí pro rychlé zasílání zpráv, čímž se vyhne instalaci dalšího softwaru na straně klienta.
- Pro Microsoft Skype pro firmy je k dispozici řada typů klientů, včetně mobilních klientů.
- Používá SIP jako základ pro svůj klientský komunikační protokol [3]
- Nabízí podporu pro TLS a SRTP pro šifrování a zabezpečení signalizace a mediálního provozu
- Umožňuje sdílení souborů

Poznámka: S vydáním Lync Serveru 2013 v říjnu 2012 byla představena nová funkce pro spolupráci "Persistent Group Chat", která umožňuje chatování více stran se zachováním obsahu mezi relacemi chatu. Tuto funkci však v současné době podporuje pouze nativní klient pro operační systém Windows a žádná jiná platforma. Hlavními novinkami této verze je přidání funkce softwaru pro spolupráci více klientů v reálném čase, (která umožňuje týmům lidí vidět a současně pracovat na stejných dokumentech a komunikačních relacích). Lync a Skype pro firmy implementují tyto funkce následujícím způsobem:
- Spolupráce prostřednictvím dokumentů na tabuli, kde mají účastníci svobodu sdílet text, kresby a grafické anotace.
- Spolupráce prostřednictvím dokumentů aplikace PowerPoint, kde mohou účastníci ovládat a prohlížet prezentace a také umožňují každému přidávat textové, kreslicí a grafické poznámky.
- Seznamy hlasování, kde mohou přednášející organizovat hlasování a všichni účastníci mohou hlasovat a vidět výsledky.
- Sdílení plochy, obvykle tak, že účastníkům umožňuje vidět a spolupracovat na obrazovce Windows
- Sdílení aplikací Windows tím, že umožňuje účastníkům vidět a spolupracovat na konkrétní aplikaci.

Všechny relace spolupráce se automaticky definují jako konference, kam mohou klienti pozvat další kontakty. Iniciátoři konferencí (obvykle nazývaní "organizátoři") mohou účastníky buď povýšit na přednášející, nebo je degradovat na účastníky. Mohou také definovat některé základní zásady týkající se toho, co mohou prezentující a účastníci vidět a dělat. Hlubší detaily zásad oprávnění jsou definovány na úrovni serveru.
Po akvizici Skypu společností Microsoft v květnu 2011 bylo možné platformy Lync a Skype propojit, ale někdy až po delší době zajišťování.

### Rozšíření
Skype pro firmy používá pro některé funkce řadu rozšíření protokolu pro rychlé zasílání zpráv SIP/SIMPLE. Stejně jako u většiny platforem pro okamžité zasílání zpráv nemusí klienti pro okamžité zasílání zpráv, kteří nejsou od společnosti Microsoft a nemají implementována tato veřejně dostupná rozšíření, fungovat správně nebo mít kompletní funkce. Skype pro firmy podporuje federativní přítomnost a IM s dalšími populárními službami pro okamžité zprávy, jako jsou AOL, Yahoo, MSN a všechny služby používající protokol XMPP, ačkoli podpora protokolu XMPP byla ve Skypu pro firmy 2019 zrušena. Textové instantní zprávy ve webovém prohlížeči jsou k dispozici prostřednictvím integrace aplikace Skype for Business v rámci webové aplikace Exchange Outlook.
Ačkoli ostatní protokoly IM, jako je AIM a Yahoo!, mají širší podporu klientů třetích stran, tyto protokoly byly z velké části reverzně upraveny externími vývojáři. Společnost Microsoft nabízí podrobnosti o svých rozšířeních na MSDN a poskytuje sadu API, která vývojářům pomáhá vytvářet platformy schopné spolupracovat se serverem a klienty Skype for Business.

## Klienti
Od května 2018, jsou k dispozici následující klienti Skype pro firmy:
- Windows (pouze Pro a Enterprise, lze zdarma stáhnout klienta Skype for Business Basic) a macOS (součástí Microsoft 365) [4]

- Linux (poskytuje TEL. ČERVENÁ) [5]
- iOS (aplikace Microsoftu v obchodě iTunes App Store; [6] alternativní klient poskytovaný společností TEL. ČERVENÁ) [7]
- Android (aplikace Microsoft v Google Play; [8] alternativní klient poskytovaný společností TEL. ČERVENÁ) [9]

Aplikace pro Windows Phone a Windows 10 Mobile přestala společnost Microsoft používat v květnu 2018.